# Karl Plattner (peintre)
Pour les articles homonymes, voir Karl Plattner.
Karl Plattner, né le 13 février 1919 à Malles Venosta et mort le 8 décembre 1986 à Milan, est un peintre italien.

## Biographie
Karl Plattner est né en 1919 à Malles Venosta,.
Après avoir quitté l'école, il a travaillé en tant que peintre, d'abord à Malles Venosta et plus tard à Bressanone. Pendant la Seconde Guerre mondiale, il a été soldat dans la Wehrmacht et a été placé dans un camp de prisonniers de guerre américain. En 1952, lui et sa femme s'installent au Brésil et il expose ses œuvres à Rio de Janeiro et à São Paulo. Il était très lié avec le peintre italien Leonardo Cremonini, avec qui il a entretenu une longue correspondance.

## Expositions
- 1951, Corso, Merano[1]
- 1975, Théâtre Oblique, Paris[1]